# Sông băng Aletsch
46°26′32″B 8°04′38″Đ / 46,44222°B 8,07722°Đ
Sông băng Aletsch là sông băng lớn nhất của dãy núi Alps, bao phủ hơn 120 km² ở miền nam Thụy Sĩ. Nó dốc xuống xung quanh phía nam ngọn núi Jungfrau vào thung lũng thượng Rhône; tại điểm xa nhất về phía đông của nó là một hồ đóng băng, hồ Märjelen (Gr. Märjelensee) (2.350 m/7.711 ft). Về phía tây của nó là ngọn núi Aletschhorn (4.195 m/13.763 ft). Sông Rhône chảy dọc theo sườn phía nam của dãy núi này.